# Meissnereffekten

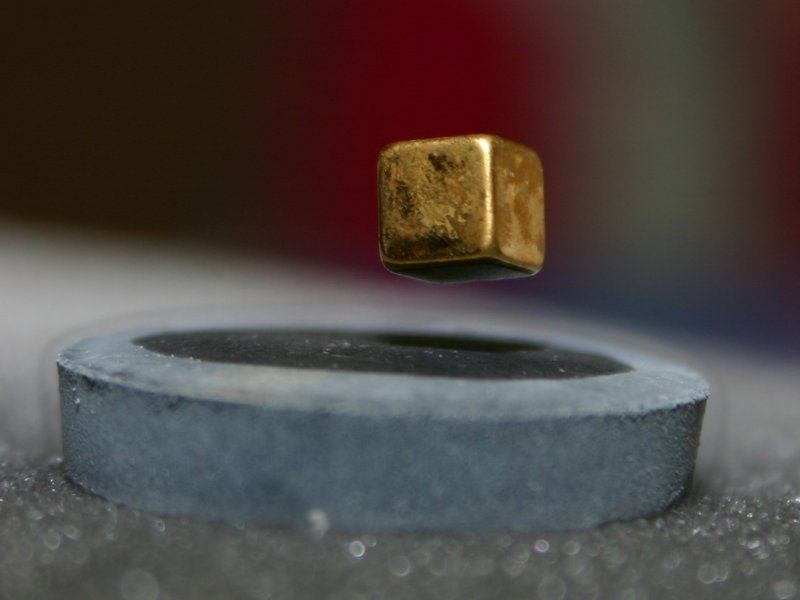
En magnet svävar över en supraledare kyld (-200°C) av flytande kväve

diagram visande förändringen av ett magnetfält över en supraledare

Meissnereffekten uppkallad efter Walther Meißner, är benämningen på det fenomen som uppstår hos supraledare när materialet når en temperatur under den kritiska och det omgivande magnetfältet är under det kritiska. I detta tillstånd trängs alla magnetiska fält ut ur supraledaren. I en perfekt ledare som inte är supraledande kan heller inte magnetfält tränga in eftersom de strömmar som induceras i ledaren genererar ett magnetfält som precis motverkar det pålagda magnetfältet. Till skillnad från en vanlig perfekt ledare trängs hela fältet ut ur supraledare, och inte endast sådana som läggs på efter att detta tillstånd uppnåtts.